# 磐田警察署
磐田警察署（いわたけいさつしょ）は、静岡県磐田市にある静岡県警察所管の警察署の一つ。署長は警視。

## 所管区域
- 磐田市

## 所在地
- 静岡県磐田市一言2533番地4

## 沿革
- 1876年（明治9年）
  - 9月20日 - 見附第五出張所設置。
  - 12月28日 - 警察第六出張所に名称変更。
- 1877年（明治10年）
  - 2月8日 - 見付警察署に名称変更。
  - 5月10日 - 二俣分署開設（天竜警察署の源流）。
  - 5月20日 - 森町分署開設（森警察署の源流）。
- 1886年（明治19年）10月16日 - 森町分署が森町警察署に昇格。袋井分署新設。
- 1889年（明治22年）3月1日 - 袋井分署が山名分署に名称変更。
- 1900年（明治33年）8月7日 - 山名分署が袋井分署に名称復帰。
- 1914年（大正3年）5月6日 - 袋井分署を巡査部長派出所に降格。
- 1940年（昭和15年）
  - 11月1日 - 磐田郡見付町含む2町2村合併し、磐田町発足。
  - 11月20日 - 合併を受けて、見附警察署を旧磐田警察署に改称。
- 1948年（昭和23年）
  - 3月7日 - 旧警察法の施行に伴い、国家地方警察静岡県本部南磐田地区警察署が磐田町見附2531番地の1に、自治体警察が磐田・袋井・福田・掛塚各町に設置。
  - 4月1日 - 磐田町が市制施行。磐田町警察改め磐田市警察署。
- 1951年（昭和26年）9月30日 - 9月中に袋井・福田・掛塚各町で行われた自治体警察廃止を求める住民投票の結果、賛成多数を占めたため、廃止。翌日、南磐田地区警察署に編入。
- 1954年（昭和29年）7月1日 - 現警察法の施行に伴い、南磐田地区警察署・磐田市警察署を廃止、静岡県警察が発足し、静岡県磐田警察署となる。
- 1962年（昭和37年）5月8日 - 旧庁舎新築落成。当地は1951年9月1日に、旧磐田市が井通村大字一言の一部を編入した土地（1962年9月1日にも旧豊田村大字一言の一部も編入）で、2005年の新設合併まで、分割された境界が複雑に入り組む状態だった。[1]
- 2000年（平成12年）2月14日 - 現庁舎建て替え竣工。庁舎は旧豊田町側に位置していた。
- 2007年（平成19年）4月1日 - 2005年4月に行われた市町村合併と静岡県警の警察署管轄再編計画に伴い、これまで天竜警察署管内だった旧豊岡村地区を編入。
- 2011年（平成23年）4月1日 - 静岡県警の警察署再編計画に伴い、所管区域の一部である袋井市を分離（袋井警察署新設）。
- 2017年（平成29年）8月23日 - 千手堂駐在所・長野駐在所を統合し、磐田南部交番を新設。
- 2020年（令和2年）8月20日 - 竜洋交番の新庁舎を開所し、十束駐在所を廃止。
- 2021年（令和3年）
  - 8月20日
    - 見付交番を開所し、署所在地交番を廃止。
    - 西貝交番・御厨駐在所を統合し、御厨駅前交番を新設。

## 交番
- 豊岡交番(上神増)
- 向陽交番(向笠竹之内)
- 磐田駅前交番(中泉)
- 豊田交番(森岡)
- 福田交番(福田)
- 竜洋交番(豊岡)
- 磐田南部交番(千手堂)
- 見付交番(見付)
- 御厨駅前交番(鎌田)

## 警察官駐在所
- 富岡警察官駐在所(富里)

## 備考
- 磐田警察署別館には、機動捜査隊・自動車警ら隊・交通機動隊の西部支隊が配備されている。